# DTZ
DTZ is in 2016 overgenomen door Cushman & Wakefield. DTZ was een wereldwijd opererende vastgoedadviseur, hoofdkantoor houdend in Londen. Wereldwijd werken er meer dan 9.000 mensen in 140 steden in 43 landen, waarvan 400 in Nederland. DTZ was voornamelijk actief in Europa, Azië en Australië.

## Geschiedenis
De geschiedenis van DTZ gaat terug tot 1784 toen in Birmingham, Engeland de firma Chesshire Gibson werd opgericht. In 1853 werd een tweede voorloper van de huidige DTZ organisatie in Londen opgericht: de firma Debenham and Tewson. Via een aantal fusies en overnames ontstond in de 20ste eeuw het bedrijf Debenham, Tewson & Chinnocks Plc dat zich ontwikkelde tot een van de belangrijkste spelers van de Londense vastgoedmarkt. In 1987 kreeg het bedrijf een notering aan de London Stock Exchange. 
In Nederland werd in 1968 Zadelhoff Makelaars opgericht door Cor van Zadelhoff. Hij was een van de eerste makelaars die zich volledig concentreerde op bedrijfsmatig onroerend goed. In de jaren 60 en 70 kregen beleggers steeds meer interesse voor vastgoed als beleggingscategorie, waardoor de vraag naar commercieel onroerend goed makelaars sterk toenam. Van Zadelhoff wist hierdoor zijn netwerk snel uit te breiden. Na het eerste kantoor in Amsterdam te hebben geopend volgden kantoren in Utrecht, Den Haag en Duitsland. 
In 1993 sloten het Engelse Debenham, Tewson & Chinnocks, het Franse Jean Thouard en het Nederlandse Zadelhoff Makelaars een internationale samenwerkingsovereenkomst en werd de huidige DTZ (Debenham Thouard Zadelhoff) organisatie geboren. De aangesloten organisaties behielden hun naam, maar voortaan met het voorzetsel DTZ en met een gezamenlijk logo.

## Acquisities
De eerste acquisitie van de DTZ organisatie vond plaats in 1997 toen Pieda plc, een Engelse consultant, werd overgenomen. In 1998 nam DTZ een aandeel in de vastgoed adviseur Sherry FitzGerald uit Dublin, gevolgd door een meerderheidbelang in McCombe Pierce uit Belfast in 2000.
In 1999 veranderde de officiële naam van de organisatie door middel van een aandelenruil met de Aziatische partners CY Leung & Co en Edmund Tie & Co in DTZ Debenham Tie Leung. De groene balk aan de linkerkant van het logo dateert uit die tijd en is een verwijzing naar de Aziatische partners. 
In 2006 nam DTZ een belang van 50% in de Amerikaanse capital markets adviseur Rockwood Realty, die haar naam veranderde in DTZ Rockwood. In 2007 werd Donaldsons, een adviesbureau op het gebied van de retail voornamelijk actief in de UK, overgenomen en hetzelfde jaar werd de Canadese vastgoed adviseur JJ Barnicke overgenomen.

## Overname
In de zomer van 2011 werd bekend dat DTZ gesprekken voerde met BNP Paribas over een mogelijke overname. Mede door de Eurocrisis werd uiteindelijk door BNP Paribas afgezien van de acquisitie. In november 2011 maakte DTZ bekend met het Australische bedrijf UGL Limited in gesprek te zijn over een mogelijke overname. Op 5 december 2011 werd de overname officieel aangekondigd. UGL nam DTZ voor een bedrag van 77,5 miljoen pond over.
Op 15 november 2016 werd DTZ Nederland overgenomen door Cushman & Wakefield.